# ジャン・ルレイ
ジャン・ルレイ (Jean Leray、1906年11月7日-1998年11月10日)は、偏微分方程式と代数的位相幾何学を研究したフランスの数学者である。

## 人生
現在はナントの一部となっているChantenay-sur-Loireで生まれ、1926年から1929年までパリ高等師範学校に通った。1933年に博士号を取り、1934年にナビエ-ストークス方程式の弱解を研究する学問を創設する重要な論文を書いた。同年、彼とユリウシュ・シャウダーは、今日、ルレイ＝シャウダーの写像度と呼ばれるトポロジー不変量を発見し、これを応用して解の一意性を持たない偏微分方程式の解の存在を証明した。
1938年から1939年まで、ナンシー大学の教授を務めた。ニコラ・ブルバキの創設に深くかかわったが、参加はしなかった。
1940年から1945年にオーストリアw:Edelbachで捕虜となっていた時に、位相幾何学での主な仕事を成し遂げた。彼は、応用数学の知識を活かして戦争への協力を依頼されることを恐れ、微分方程式に関する経験を隠していた。
この時期のルレイの研究は、スペクトル系列や層の研究の発展に大きな影響を与えた。これらはその後、他の多くの研究者によって開発され、各々がホモロジー代数学の重要なツールになった。1950年頃には、偏微分方程式の研究に戻った。
1945年から1947年まで、パリ大学の教授を務め、その後、1978年までコレージュ・ド・フランスで勤めた。
1938年にルーマニアのMalaxa Prize、1940年にフランス科学アカデミーのGrand Prix in mathematical sciences、1971年にアッカデーミア・デイ・リンチェイのフェルトリネッリ賞、1979年にイスラエルのウルフ賞数学部門、1988年にモスクワのロモノーソフ金メダルを受賞した。